# Nonnevot
 (mai 2021).
Si vous disposez d'ouvrages ou d'articles de référence ou si vous connaissez des sites web de qualité traitant du thème abordé ici, merci de compléter l'article en donnant les références utiles à sa vérifiabilité et en les liant à la section « Notes et références ».
Ne doit pas être confondu avec Pet de sœur ou Pet de nonne.
Nonnevot (mot Limbourgeois signifiant "fesses de nonne") ou nonnenvot ou strik) est une pâtisserie du Limbourg en forme de boucle avec un nœud, traditionnellement consommé pendant le carnaval (Vastelaovend). De nos jours, les nonnevotten sont disponibles dans les boulangeries du Limbourg environ un mois avant le carnaval jusqu'au Mercredi des Cendres. Les nonnevotten sont composés de farine, de levure, de lait, de sel, de beurre et de sucre cristallisé ou mou, et sont frits dans de l'huile ou du saindoux. 
Ce gâteau est très ancien ; en 1676, il était déjà offert aux commandants français qui voulaient prendre la ville de Sittard. L'origine du nom n'est pas tout à fait claire. Il existe plusieurs possibilités pour expliquer ce nom, et l'une d'entre elles est que les sœurs franciscaines, qui avaient un couvent à Sittard entre 1600 et 1700, donnaient ce gâteau frit aux personnes qui apportaient des chiffons, dont le produit était destiné aux pauvres. Une autre explication est la forme nouée et le nœud dans le dos de l'uniforme des nonnes.
Dans le sud du Limbourg, le nonnevot est également connu sous le nom de strik ou sjtrik, et englobé dans les poefele. Les poefele ressemblent à des berlinerbol et sont fourrés de confiture ou de crème pâtissière. 